# 1230년

## 연호
- 남송(南宋) 소정(紹定) 3년
- 금(金) 정대(正大) 7년
- 일본(日本) 간키(寛喜) 2년
- 쩐 왕조(陳朝) 끼엔쭝(建中) 6년

## 기년
- 남송(南宋) 이종(理宗) 6년
- 금(金) 애종(哀宗) 7년
- 고려(高麗) 고종(高宗) 17년
- 몽골 오고타이 칸 2년
- 쩐 왕조(陳朝) 태종(太宗) 6년

## 사망
- 고려(高麗)의 무신정권(武臣政權) 집권자(執權者) 최향(崔珦)